# 朝霧卡夫卡
朝霧卡夫卡（日语：／ Asagiri Kafuka，1984年3月17日—），日本編劇、漫畫原作者、輕小說作家。出身於愛媛縣。

## 來歷
朝霧卡夫卡原本是汽車公司的上班族。在那裡工作了兩三年後，他開始考慮成為一名編劇，但由於公司工作繁忙，他無法邊工作邊寫故事，並於2012年初從公司辭職。
之後，在準備與編劇相關的求職時，他想到製作一些人們可以免費觀看的東西，並開始發布他一直想嘗試的影片。基於工作經驗對於成為專業人士很重要的理念，該影片被創作為可以作為名片的作品。隨後，他在niconico動畫上發布的影片《饅饅來妖夢與真的很可怕的克蘇魯神話》獲得了極大的反響並走紅。
上傳影片大約四個月後，《月刊少年Ace》的主編找到了他，要求他在兩週內提交三項企畫，隨後《Young Ace》的編輯部也聯繫了他。經過幾次會面後，他以《文豪Stray Dogs》首次商業出道。並以小說《文豪Stray Dogs 太宰治的入學測驗》的前傳作為小說家出道。《饅饅來妖夢與真的很可怕的克蘇魯神話》後來被改編成漫畫，名為《水瀨陽夢與真的很可怕的克蘇魯神話》，由朝霧卡夫卡擔任原作。

## 人物
他受到許多作品的影響，包括漫畫《JoJo的奇妙冒險》。
小時候，他非常喜愛RPG《勇者鬥惡龍》，也非常沉迷於RPG創作軟體《RPG製作大師》，並把所有時間都花在創作故事上。他回憶說，那一刻可能就是故事創作的開關被打開的時刻。在創作故事時，他並不拘泥於漫畫、小說或遊戲等媒介，而是希望創作出適合該媒介的故事。

## 作品列表

### 漫畫原作
- 文豪Stray Dogs（《Young Ace》2013年1月號—，作畫：春河35）
- 水瀨陽夢與真的很可怕的克蘇魯神話（日语：水瀬陽夢と本当はこわいクトゥルフ神話）（《niconico Ace（日语：コミックNewtype）》第73號—第129+130號，作畫：吉原雅彥）
- （《月刊少年Ace》2013年8月號—2015年1月號）

### 小說
- 「文豪Stray Dogs」系列（2014年4月1日—，〈角川Beans文庫〉，插圖：春河35）
  - 文豪Stray Dogs 外傳 京極夏彥VS綾辻行人（《小說屋sari-sari》2015年10月號—2016年1月號，插圖：春河35）
- （《Young Magazine 3rd（日语：ヤングマガジンサード）》2014年1號—2016年4號，插圖：鳥羽雨、機械設定：貞松龍壹（日语：貞松龍壱））
- 攻殼機動隊小說選集（2017年3月27日，講談社）

### 廣播劇CD
- 電視動畫《文豪Stray Dogs》原聲廣播劇CD （2016年）

### 遊戲
- Love Heaven（日语：ラヴヘブン）（2014年9月[7]、12月[8]、2015年4月[9]、11月[10]、2016年4月[11]、6月[12]）—擔任與《文豪Stray Dogs》合作劇本監修

### 文庫解說
- 綾行人《Another Episode S》（2016年，〈角川文庫〉）

## 相關項目
- 日本小說家列表（日语：日本の小説家一覧）
- 奇幻作家列表（日语：ファンタジー作家一覧）
- 輕小說作家列表（日语：ライトノベル作家一覧）

## 外部連結
- 朝霧卡夫卡的twpf帳戶 （页面存档备份，存于） （日語）
- 朝霧卡夫卡的X（前Twitter） （日語）